# ويلبر ميلز
ويلبر ميلز (بالإنجليزية: Wilbur Mills)‏ (و. 1909 – 1992 م) هو سياسي من الولايات المتحدة الأمريكية ولد في كينسيت.
وهو عضو في الحزب الديمقراطي الأمريكي .

## التعليم
تعلم في كلية هارفارد للحقوق.

## روابط خارجية
- ويلبر ميلز على موقع مونزينجر (الألمانية)
- ويلبر ميلز على موقع إن إن دي بي (الإنجليزية)